# Боснійський санджак
Боснійський санджак (тур. Bosna Sancağı, босн. Bosanski sandžak / Босански санџак) — санджак Османської імперії, що існував на території сучасної Боснії і Герцеговини. Був заснований внаслідок османського завоювання Боснійського королівства. Існував у 1463–1878 роках.

## Історія

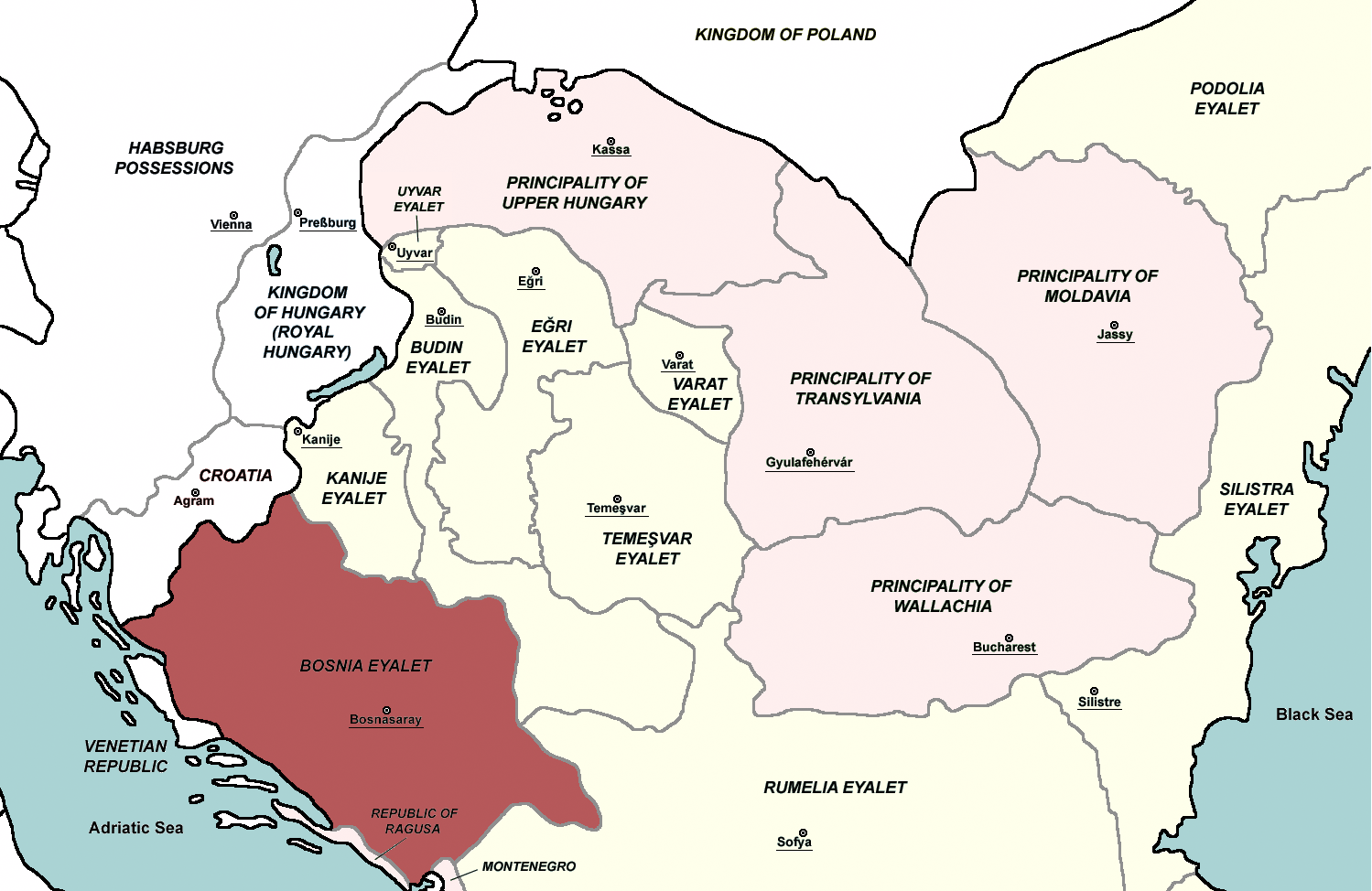
Боснійський еялет 1683 рік

В 1463 році боснійський король Стефан Томашевич припинив сплачувати данину туркам, османський султан Мехмед II особисто повів військо на Боснію. Боснійське військо було розбите, а король Стефан був узятий в полон у Ключі, привезений до Яйця і там страчений у місці. На землях королівства було створено Боснійський санджак, а Іса-бей Ісакович стає першим санджак-беєм.
У період між 1463 і 1580 роками Боснійський санджак був частиною еялету Румелія. Після створення вілаєту Боснія в 1580 році, боснійський санджак став його центральною провінцією.
У період між 1864 роком та австро-угорською окупацією Боснії в 1878 році, територія санджаку була частиною вілаєту Боснія, який став наступником еялету Боснія після адміністративних реформ у 1864 році, відомих як "Закон Вілаєту". Хоча вілаєт Боснія офіційно все ще була частиною Османської імперії до 1908 року, боснійський санджак припинив своє існування в 1878 році.
Баня-Лука стала центром санджака за деякий час до 1554 року, до 1580 року, коли було створено Боснійський еялет. Боснійські бейлербеї знаходилися в Баня-Луці до 1639 року. 

## Населення
Апостольський відвідувач Петро Масаречі стверджував у своєму звіті за 1624 рік, що населення Боснії складало 450 000 мусульман, 150 000 католиків і 75 000 православних.

## Санджак беї
1. Міннетоглу Мехмед Бей, 1464
2. Іса-бей Ісакович, 7 лютого 1464 - 1470
3. Аджаз-бей, 1470—1474
4. Сінан-бей, 1474
5. Арнаут Давуд-бей, 1474-1475
6. Балі-бей Малкочевич (тур. Балі Бей Малкочоглу), 1475—1477
7. Скендер-паша, 1477—1479
8. Арнаут Давуд-бей, 1479—1480
9. Скендер-паша, 1480—1482
10. Ях'я-бей, 1482—1483
11. Аджаз-бей, 1483—1484
12. Мехмед-бей Ісакович, 1484—1485
13. Сінан-бей, 1485—1490
14. Хадум Якуб-паша, 1490—1493
15. Ях'я-паша, 1493—1495
16. Фіруз Бей, 1495—1496
17. Скендер-паша Михайлович, 1498—1505
18. Фіруз-бей, 1505—1512
19. Хадум Сінан-бей Боровініч, 1512—1513
20. Юнуз-бей, 1513 - 14 квітня 1515
21. Мустафа-паша Юрішевич (Mustafa-paša Skenderpašić), 14 жовтня 1515 - 17 квітня 1516
22. Газі Хасан-бей, 17 квітня 1516 - 1517
23. Газі Мехмед-бей Михайлович (тур. Газі Мехмед-бей Міхалзаде), 1517—1519
24. Газі Балі-бег Ях'япашич, 1519 - 15 вересня 1521
25. Газі Хусрев-бег, 15 вересня 1521 - 1525
26. Газі Хасан-бей, 1525—1526
27. Газі Хусрев-бег, 1526—1534
28. Улама-паша, 1534—1536
29. Газі Хусрев-бег, 1536 - 18 червня 1541
30. Улама-паша, 18 червня 1541 - 1547
31. Софі Алі-бей, 1547—1549
32. Мухаммед-хан Зулькадріч (тур. Мухамед Хан Зулкадріоглу), 1549—1550
33. Хадим Алі-бей 1550—1551
34. Софі Мехмед-паша, 1551—1553
35. Хадім Газі Алі-паша, 1553 рік
36. Дугалі Малкоч-бей, 1553—1554
37. Кара Осман-хан, 1554—1555
38. Кара Мустафа-бей Соколович, 1555—1557
39. Хамза-бей Біхарович, 1557—1561
40. Хасан-бей Соколович, 1561—1562
41. Сінан-бей Боляніч, 1562—1564
42. Мустафа-бей Соколович, 1564—1566
43. Мехмед-бей Соколович, 1566—1568
44. Ферхад-бей Десисалич, 1568—25 червня 1568
45. Мехмед-бей Соколович, 25 червня 1568 - 1574
46. Ферхад-бей Соколович (тур. Ферхад-бег Соколлу), 1574—1580